# Keta
Keta (rusky Кета nebo Хита) je jezero v Tajmyrském rajónu v Krasnojarském kraji v Rusku. Má rozlohu 452 km². Leží v nadmořské výšce 93 m, mezi západními výběžky planiny Putorana

## Vodní režim
Zdroj vody je sněhový a dešťový. Z jezera odtéká řeka Rybnaja – přítok řeky Norilka (povodí řeky Pjasiny).